# Kujijener
Kujijener (Cujisenajeri, Kujigeneri, Kujijenéri, Cujigenery), jedno od plemena aravačke skupine Pre-Andino iz zapadnobrazilske države Acre. Jezično se pobliže klasificiraju plemenima Cutinana, u koje još pripadaju Cutinana (Cutinama) vlastiti i Cuniba